# Едгар Базель
Вальдемар Едгар Базель (нім. Waldemar Edgar Basel; 1 листопада 1930 — 7 вересня 1977) — німецький боксер, що виступав за збірну команду ФРН. Чемпіон Європи з боксу (1955), срібний призер Олімпійських ігор (1952).

## Біографія
Народився 1 листопада 1930 року в місті Мангаймі, Баден-Вюртемберг.
П'ятиразовий чемпіон ФРН у найлегшій вазі (1951—1952, 1954—1956). Чемпіон Європи з боксу 1955 року у найлегшій вазі.
На літніх Олімпійських іграх 1952 року в Гельсінкі (Фінляндія) почергово переміг Генрика Кукера (Польща), Торбйорна Клаусена (Норвегія), Анатолія Булакова (СРСР). У фінальному двобої поступився американцеві Натану Бруксу.
На літніх Олімпійських іграх 1956 року в Мельбурні (Австралія) у першому ж раунді поступився Володимиру Стольнікову (СРСР).
По закінченні Олімпійських ігор перейшов до професійного боксу. Дебютував 2 червня 1957 року з перемоги над Мохамедом Баджі. Всього на професійному ринзі провів 41 поєдинок.
Помер 7 вересня 1977 року в рідному місті Мангаймі.